# Harold Cottam
Harold Thomas Cottam (ur. 27 stycznia 1891, zm. 30 maja 1984) - radiooperator na statku RMS Carpathia, który jako pierwszy przybył na miejsce katastrofy RMS Titanic o godzinie 4.00 15 kwietnia 1912.
W 1908, w wieku 17 lat, ukończył British School of Telegraphy (Brytyjską Szkołę Telegrafii) jako najmłodszy absolwent w jej historii.
Przed podjęciem służby na Carpathii pracował na RMS Medic. Był przyjacielem Jacka Phillipsa i Harolda Bride'a - radiooperatorów na Titanicu.